# Griñón

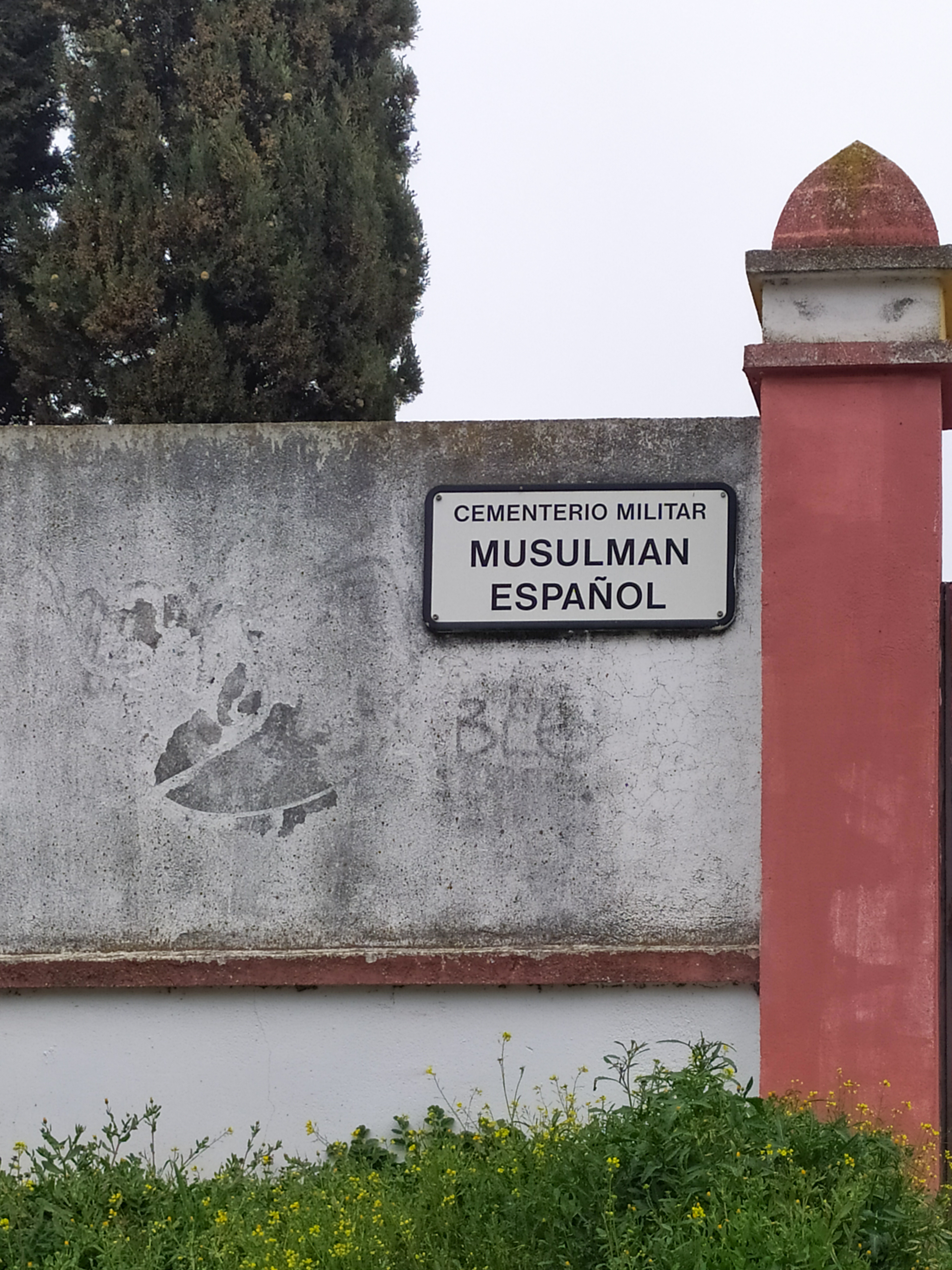
Muro del Cementerio Militar Musulmán Español de Griñón

Griñón es un municipio español de la provincia y Comunidad de Madrid, con 10718 habitantes: 5330 hombres y 5388 mujeres (INE, 2024). Tiene una extensión de 17,42 km², y la distancia a la capital es de 27 km. Sus cotas topográficas están comprendidas entre los 643 y 687 metros sobre el nivel del mar. Se encuentra al sur de Humanes de Madrid y Fuenlabrada.

## Geografía
Griñón se halla situado en la zona suroccidental de la Comunidad de Madrid, en la comarca natural denominada La Sagra. Todo el casco urbano se ubica en torno a un nudo de carreteras: La comarcal M404, de Navalcarnero a Villarejo de Salvanés; la local M405, de Griñón a Fuenlabrada por Humanes; la local M-417, de Griñón a Casarrubuelos, por Cubas de la Sagra, y la autovía de Griñón a Fuenlabrada y Leganés, con enlace con la M-50. También pasa por Griñón la autopista de peaje Madrid-Toledo. La carretera M-404 conecta a Griñón con las autovías nacionales A-5 (Extremadura), A-4 (Andalucía) y A-42 (de Madrid a Toledo).

## Historia
La fundación de Griñón se remonta a la época de los árabes, habiéndose encontrado restos en los alrededores de la población. Perteneció al alfoz madrileño desde la Edad Media a pesar de estar bastante alejado. Reconquistado por Alfonso VI de León, en 1274 Cubas y Griñón eran aldeas de Juan Ramírez de Guzmán, dentro de la jurisdicción de Madrid. En 1383, Enrique III de Castilla le concedió el título de villa. 
A finales del siglo XIV, hacia el año 1500, Pedro López de Ayala y Castañeda, conde de Fuensalida, poseía grandes fincas en este territorio que posteriormente se integraron, con las que poseía en Humanes de Madrid, en el mayorazgo de la marquesa de Villa Sierra.
En época de Felipe II pertenecía a Alfonso de Mendoza y Toledo de la Casa de Mendoza. Tanto Lorenzana como la Geografía Histórica de Thomás López (1788) la describen como villa al Servicio del marqués de Malpica y y Povar, y que en 1615 había sido de Enrique de Guzmán. 
Estos autores, junto con Madoz (1847) señalan la existencia de casas importantes como la del marqués de Santiago y la neoclásica casa-palacio de los marqueses de Valverde, hoy desaparecidas. También se ubicaban en esta villa, numerosas casas solariegas que otros vecinos de Madrid las utilizaban como lugar de veraneo. Esto hizo que Griñón tuviera, desde antiguo, un aire señorial y aristocrático.
Un personaje relevante de esta villa, fue Mafalda de la Cerda y Álvarez Pereira ( 1365-? ), emparentada con la Casa Real de Castilla, al ser descendiente directa de los Infantes de la Cerda, primogénitos y herederos del rey de Castilla Alfonso X el Sabio, la cual residió en esta villa al casar con Fernán Gutiérrez de Valverde (1368-1380), IX señor de Castellanos, de Alburquerque y de Trujillo (Cáceres), que también era señor de La Torre y de la Dehesa de Castellanos, el cual poseía numerosas fincas en Griñón y en la vecina Cubas de la Sagra. Fue su hijo Gutiérrez Valverde y de la Cerda quién se radicó definitivamente en este municipio.
Al suprimirse en España los señoríos, en 1813, la villa de Griñón, queda libre y se convierte en un municipio independiente, separándose definitivamente de Cubas de la Sagra. Su último señor feudal fue el marqués de Malpica y Povar.
Fue significativa la presencia en estos «pagos», de los condes de Campo Alegre, ya que en 1915 la entonces condesa Mª del Carmen de Xifré y Chacón (1854-1956), VI condesa de Campo Alegre, y III marquesa de Isasi, casada con Francisco de Carvajal y Hurtado de Mendoza, IV conde de Fontanar, ofreció una de sus fincas de ocho hectáreas a la Congregación de los Hermanos de La Salle, en condiciones muy ventajosas para la congregación, con la finalidad de que en ella se creara un centro de reclutamiento y formación religiosa. En el edificio existente en esta finca, que la condesa utilizaba para pasar el otoño y la primavera, se ubicó el primitivo asentamiento del centro de formación, comunidad, locutorio, despensa etc. con casa anexa del capellán y cuadras, estas últimas derribadas en 1921.
El Colegio de los Hermanos de La Salle, fue durante la guerra civil española (1936-1939), Hospital de Sangre, donde fueron atendidos numerosos heridos de la contienda. Posteriormente se ha dedicado principalmente a la enseñanza, siendo un referente notorio en la educación de los jóvenes griñonenses y de alrededores.

### Demografía
Cuenta con una población de 10 718 habitantes (INE 2024).
| Gráfica de evolución demográfica de Griñón entre 1842 y 2021                                                          |
| |
| Población de derecho según los censos de población del INE. Población de hecho según los censos de población del INE. |

## Comunicaciones
Griñón cuenta con cuatro líneas de autobús operadas por la empresa Avanza Movilidad Integral y son las siguientes:
| Línea | Recorrido                                                          |
| ----- | ------------------------------------------------------------------ |
| 460   | Madrid (Plaza Elíptica) - Parla - Batres                           |
| 468   | Getafe – Griñón / Casarrubuelos / Serranillos                      |
| 470   | Madrid (Plaza Elíptica) - Humanes - Griñón - Serranillos del Valle |
| N807  | Madrid (Atocha) - Getafe - Fuenlabrada - Griñón/Cubas              |

## Monumentos y lugares de interés

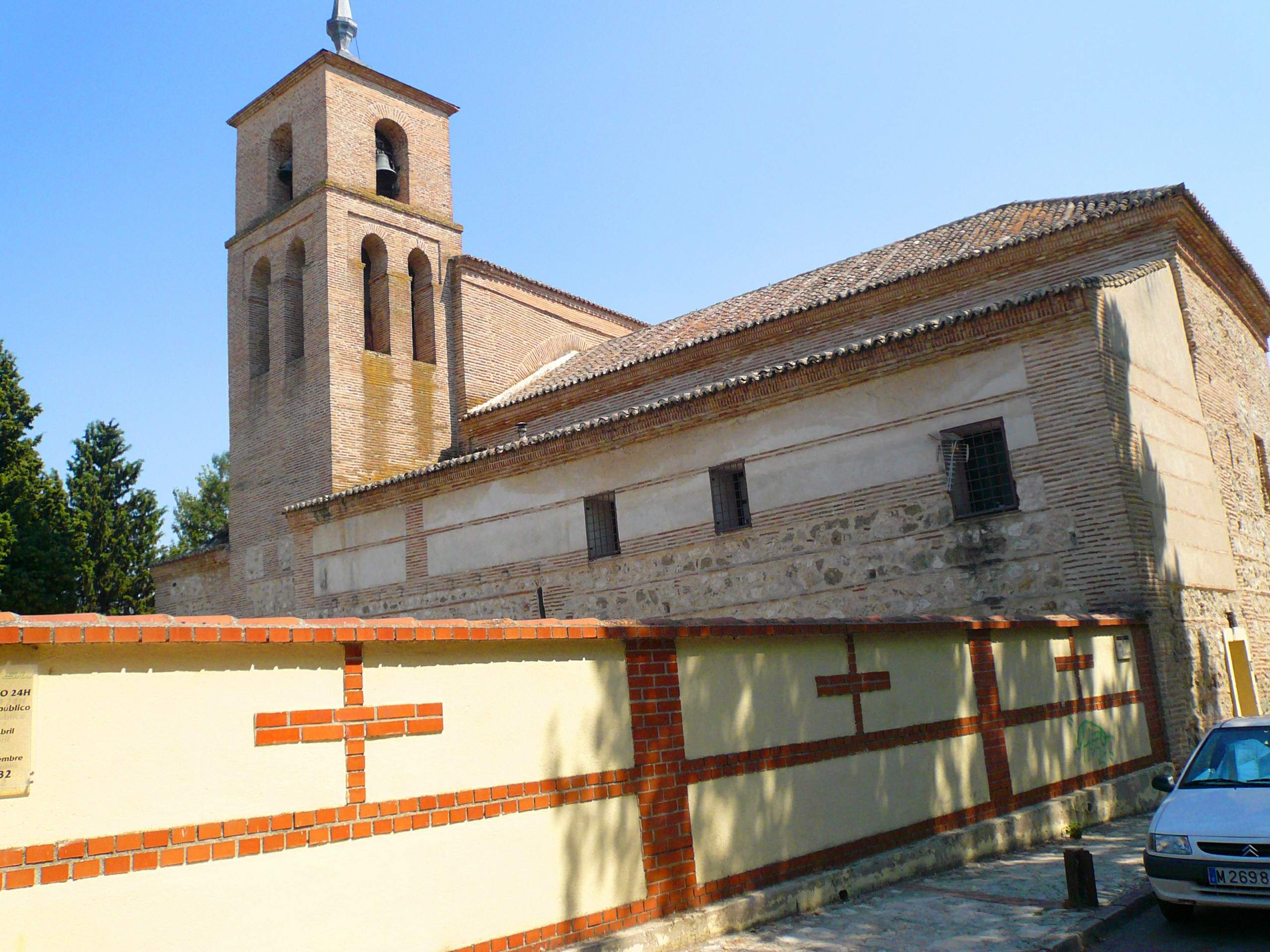
Iglesia parroquial de la Asunción de Nuestra Señora

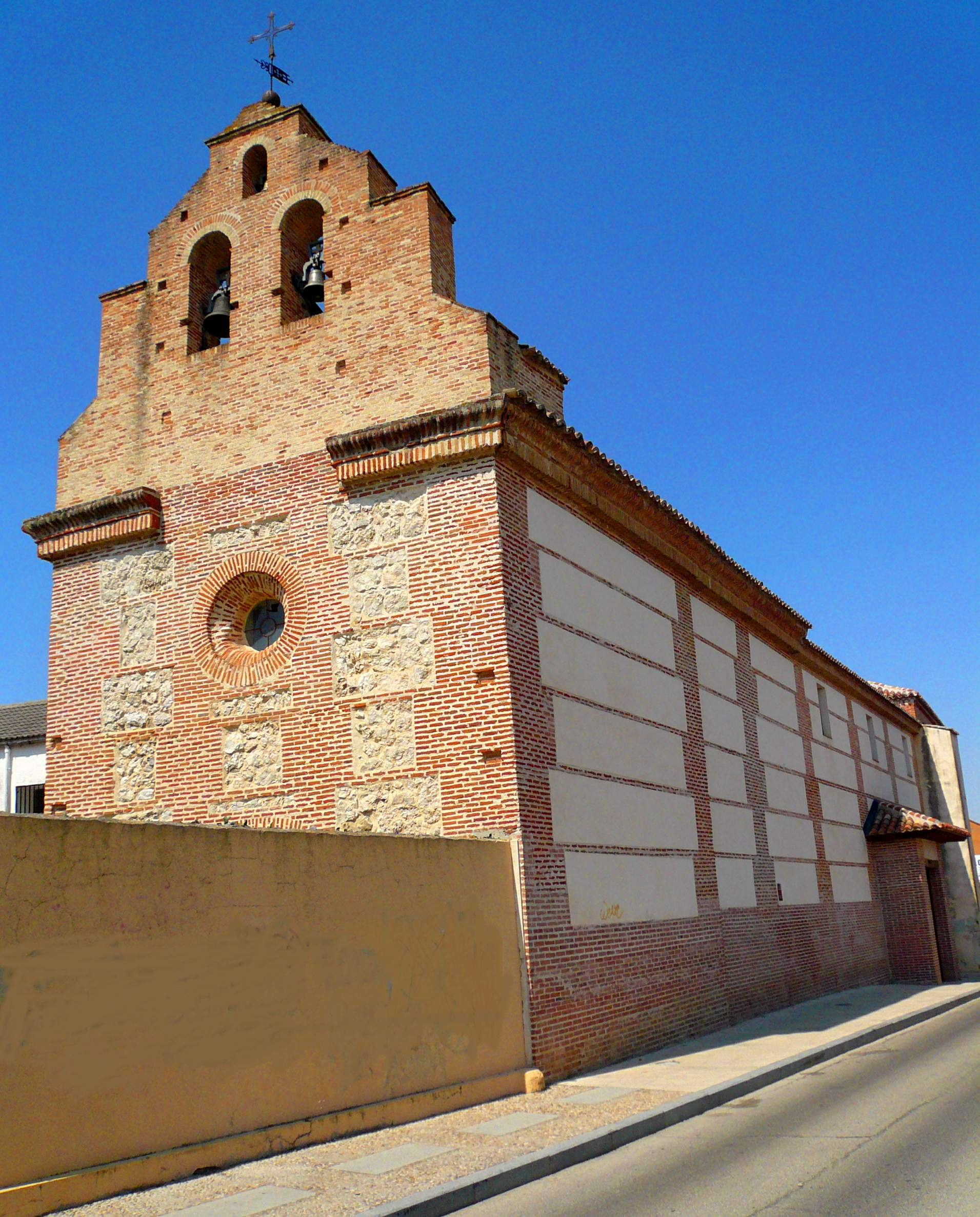
Convento de Clarisas de la Encarnación

La iglesia Parroquial de la Asunción de Nuestra Señora fue edificada aprovechando una Ermita anterior. La parte más antigua es la torre-campanario y la bóveda de crucería, de estilo mudéjar. Esta parte más antigua, parece datar del siglo XIV, con varias ampliaciones ocurridas en los siglos XVI al XVIII. Los muros son de ladrillo y mampostería en cajas. Consta de una nave con cuatro capillas en el lado del Evangelio y un arco triunfal de medio punto. La nave central está cubierta por alfarje con tirantes y la capilla mayor con bóveda de crucería. A los pies de la nave y en alto está el coro. En el lado de la epístola se abre una portada con arco de medio punto y pórtico de reciente construcción.
Se conserva un interesante retablo barroco de madera, de Juan Correa de Vivar, una de sus primeras obras en solitario, en el que puede verse como era la macería que armaba esta clase de obras antes de ser dorados. Es relevante una pila bautismal agañonada del siglo XVII y dos retablos de la segunda mitad del XVIII.
El Convento Clarisas de la Encarnación fue fundado en 1523 por un personaje llamado Rodrigo Díaz de Vivar. Es de estilo barroco con muros de ladrillo y mampostería en cajas. La nave tiene un arco de medio punto rebajado y cubierta con falsa bóveda apainelada con lunetos y capilla mayor con alfarje octogonal. A los pies de la nave, en bajo, está el coro, con reja, en clausura.
El retablo mayor es de estilo renancentista, del primer tercio del siglo XVI, con tres cuerpos y tres calles. Hay una pintura del Cristo de Burgos firmado por Ballueca en 1688.
La Congregación de los Hermanos de La Salle se fundó en 1915, aprovechando una finca de ocho hectáreas perteneciente a Carmen de Xifré y Chacón (1884-1956), VI condesa de Campo Alegre y III Marquesa de Isasi, casada con Francisco de Carvajal y Hurtado de Mendoza, IV conde de Fontanar, y que dicha condesa les cedió en condiciones muy ventajosas
Fue el 20 de octubre de 1916 cuando llegaron los tres primeros hermanos de La Salle: Ludovico María, Ibistión Luis y Arturo. Poco después se incorporó el hermano Casiano. Desde un principio se dedicó a Casa de Formación, reformándose y ampliándose posteriormente gracias, sobre todo a dos grandes benefactores: José Manuel Espelius y Matienzo y su esposa Gertrudis Pedroso y Pedroso. Después de la muerte de Gertrudis en 1892, su viudo hizo grandes donaciones en memoria suya a la Casa de Formación de Griñón. A su muerte, en 1927, legó 500 000 pesetas para construir la Iglesia de la Casa, presupuestada en 300 000 pesetas de la época. Esta iglesia es de estilo historicista. El resto de su fortuna fue para quien nombró único heredero: La Fundación Patronato de San José, con la misión de ayudar a los jóvenes, que teniendo vocación al magisterio, carecieran de medios económicos, y quisieran prepararse en Griñón para ser maestros religiosos.

## Educación

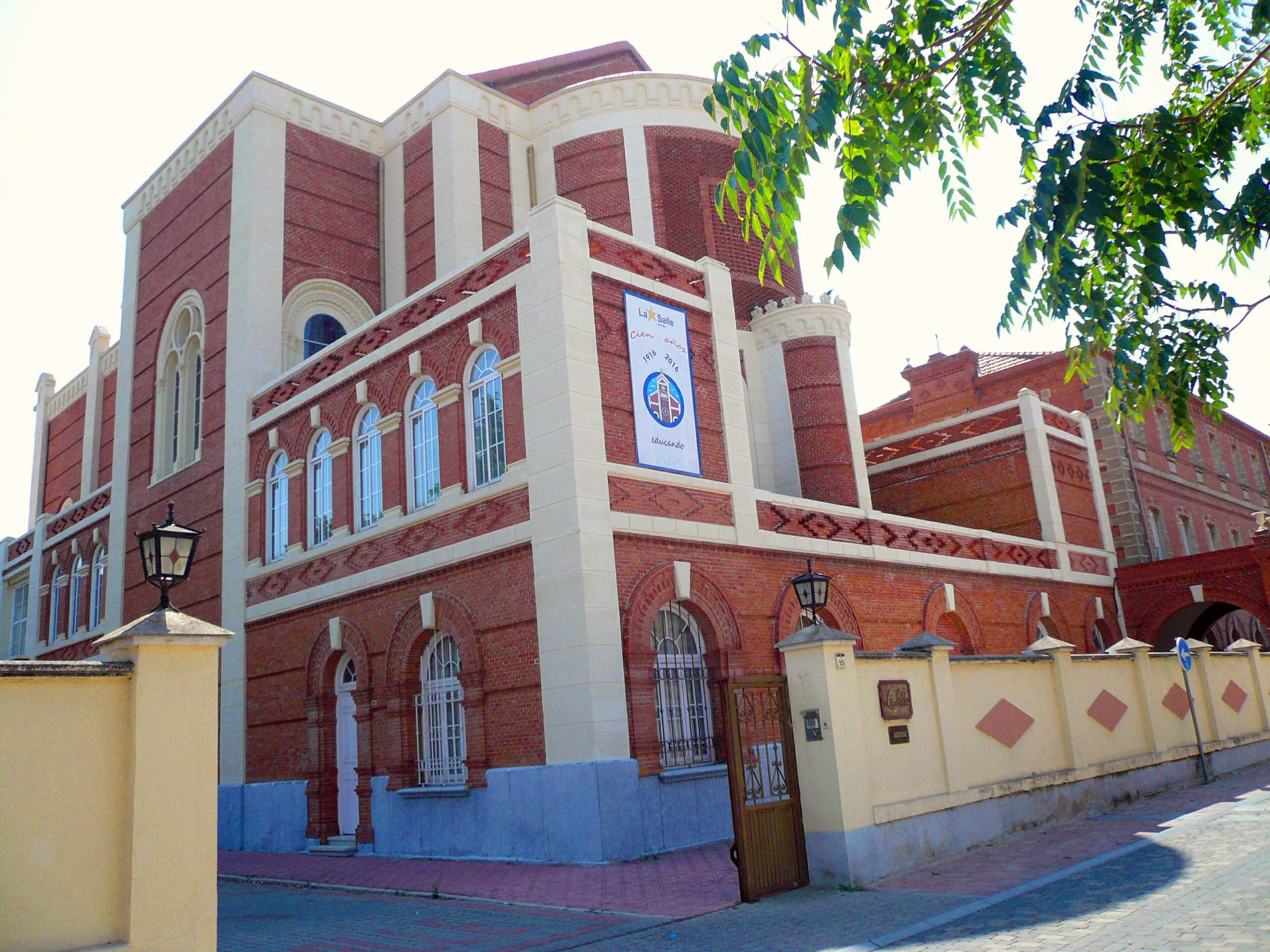
Colegio La Salle

En Griñón hay una guardería privada, una casa de niños (pública) y una escuela Infantil (concertada), un colegio público de educación infantil y primaria, un instituto de educación secundaria, un colegio privado, un colegio concertado y una escuela de música.

## Cultura

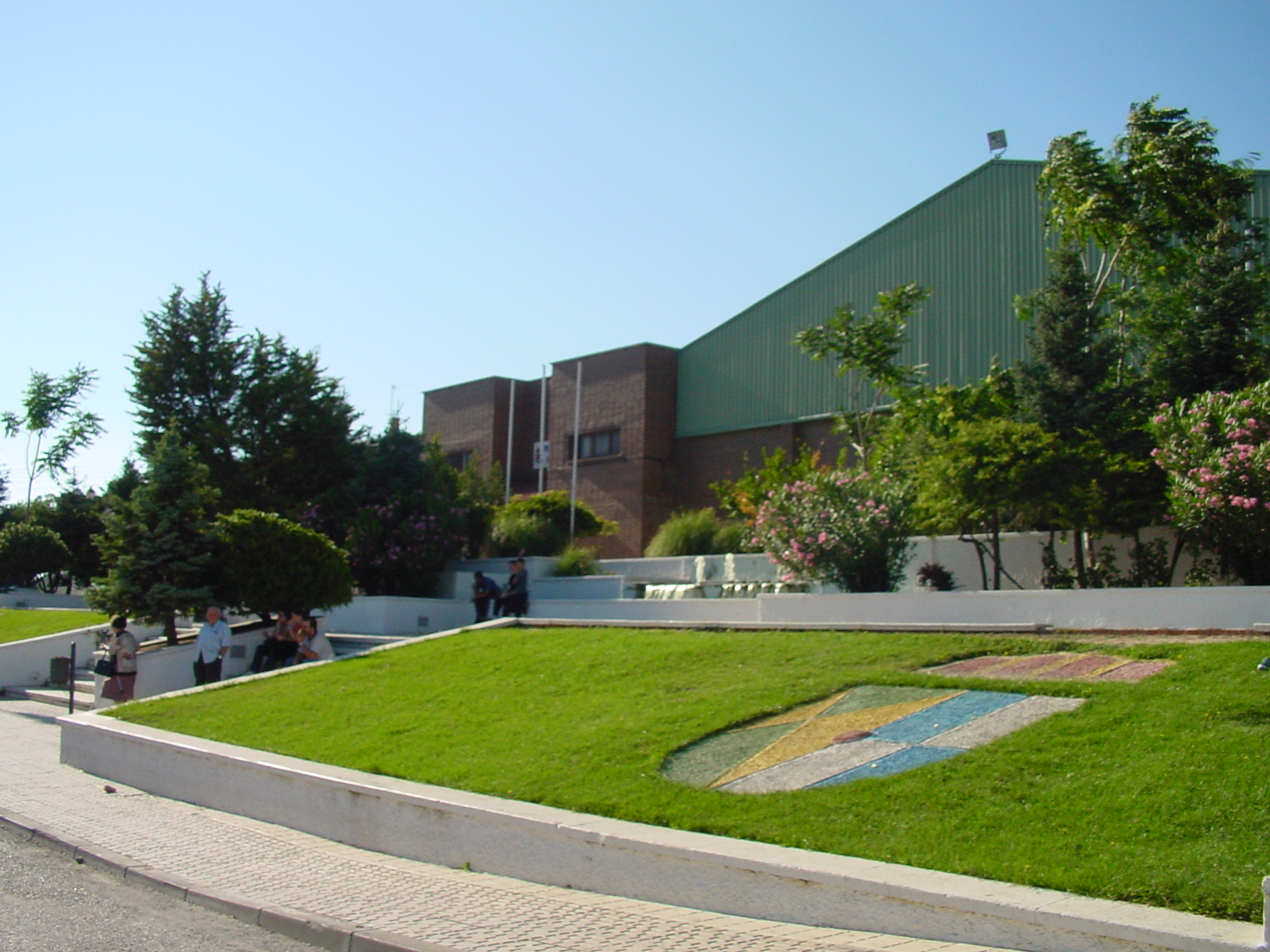
Teatro Municipal

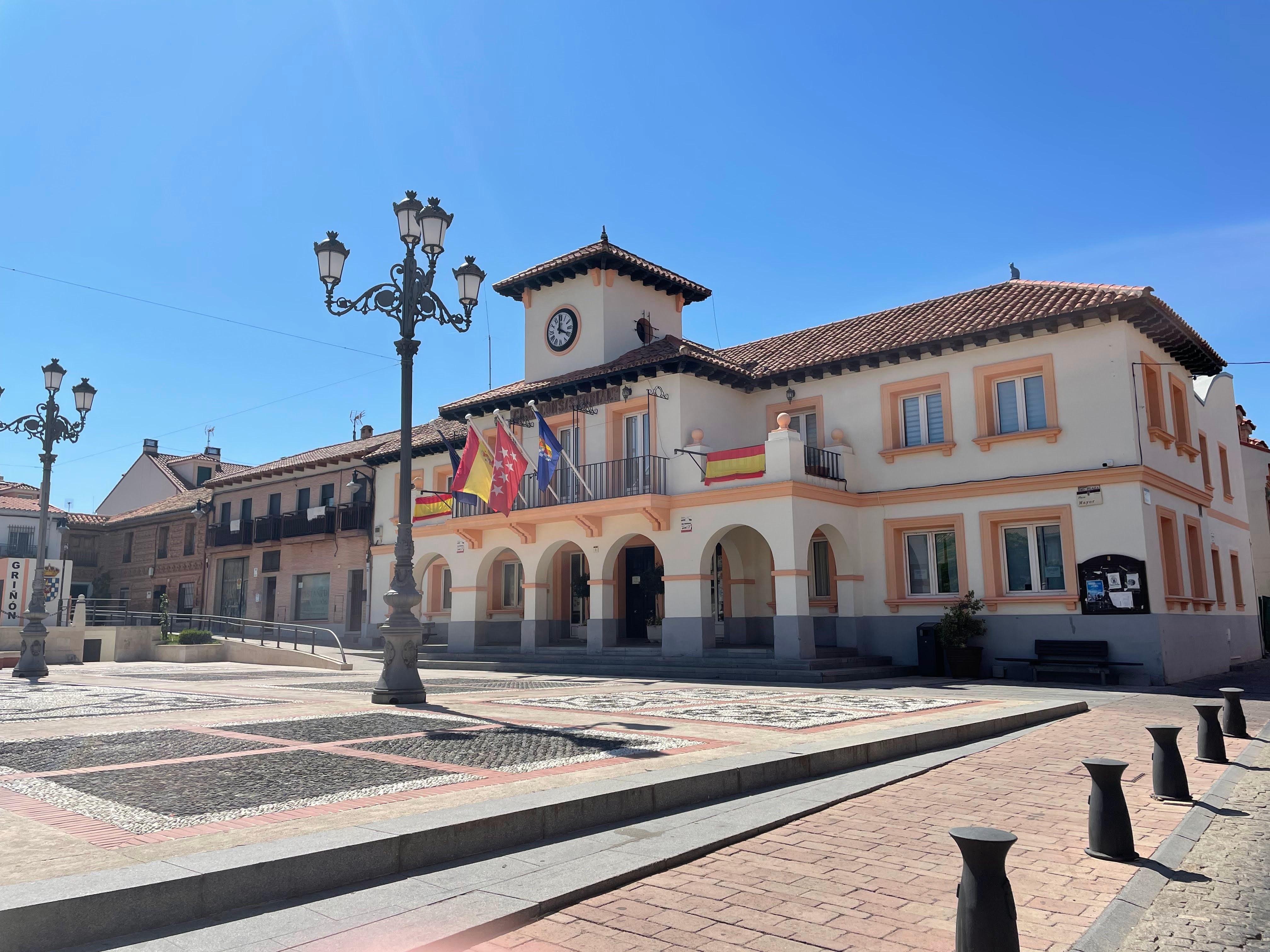
Ayuntamiento de Griñón (Madrid)

Griñón cuenta con el Certamen de la canción castellana «Villa de Griñón». Es un concurso donde participan coros y corales de España; el ganador de este concurso en 2006 fue el Coro Interludio de Burgos.
Desde hace unos años Griñón organiza el ciclo «Los veranos de la Plaza» todos los sábados del verano, una serie de conciertos de copla, flamenco, tango, pop que se ha convertido en un acontecimiento social al agrupar en la plaza del Ayuntamiento a gran cantidad de espectadores con ganas de disfrutar y dar vida a la ciudad.